# Ясуджиро Озу
Ясуджиро Озу (на японски: 小津 安二郎) е японски режисьор и сценарист.

## Биография
Роден е на 12 декември 1903 г. в Токио в семейството на търговец на торове.
През 1923 година започва работа във филмовата компания „Шочику“ и от 1927 година режисира собствени филми. След Втората световна война придобива международна известност с филми като „Късна пролет“ („晩春“, 1949), „Ранно лято“ („麦秋“, 1951) и „Токийска история“ („東京物語“, 1952), третиращи отношенията в семейството в следвоенна Япония.
Умира на 12 декември 1963 г. в Токио.

## Избрана филмография
- „Късна пролет“ („晩春“, 1949)
- „Ранно лято“ („麦秋“, 1951)
- „Токийска история“ („東京物語“, 1952)
- „Добро утро“ („お早よう“, 1959)
- „Плаващи водорасли“ („浮草“, 1959)
- „Късна есен“ („秋日和“, 1960)